# Le Val-Larrey
Le Val-Larre  község Franciaország Burgundia-Franche-Comté régiójában, Côte-d’Or megyében. Új községként 2019. január 1-jén jött létre Flée és Bierre-lès-Semur község egyesítésével. A korábbi községek egyesülésekor az új község lélekszáma 271 fő lett. Lakosainak száma 272 fő (2022. január 1.).

## Népesség
| Lakosok száma | 264  | 266  | 267  | 267  | 270  | 272  |
|               | 2017 | 2018 | 2019 | 2020 | 2021 | 2022 |